# Waja (langue)
Le waja (nyan wɩyáʋ̀, aussi écrit nyan wịyáụ̀, en waja) est une langue nigéro-congolaise du groupe de langues tula-waja parlée au Nigeria.